# Łuskwiak oliwkowy

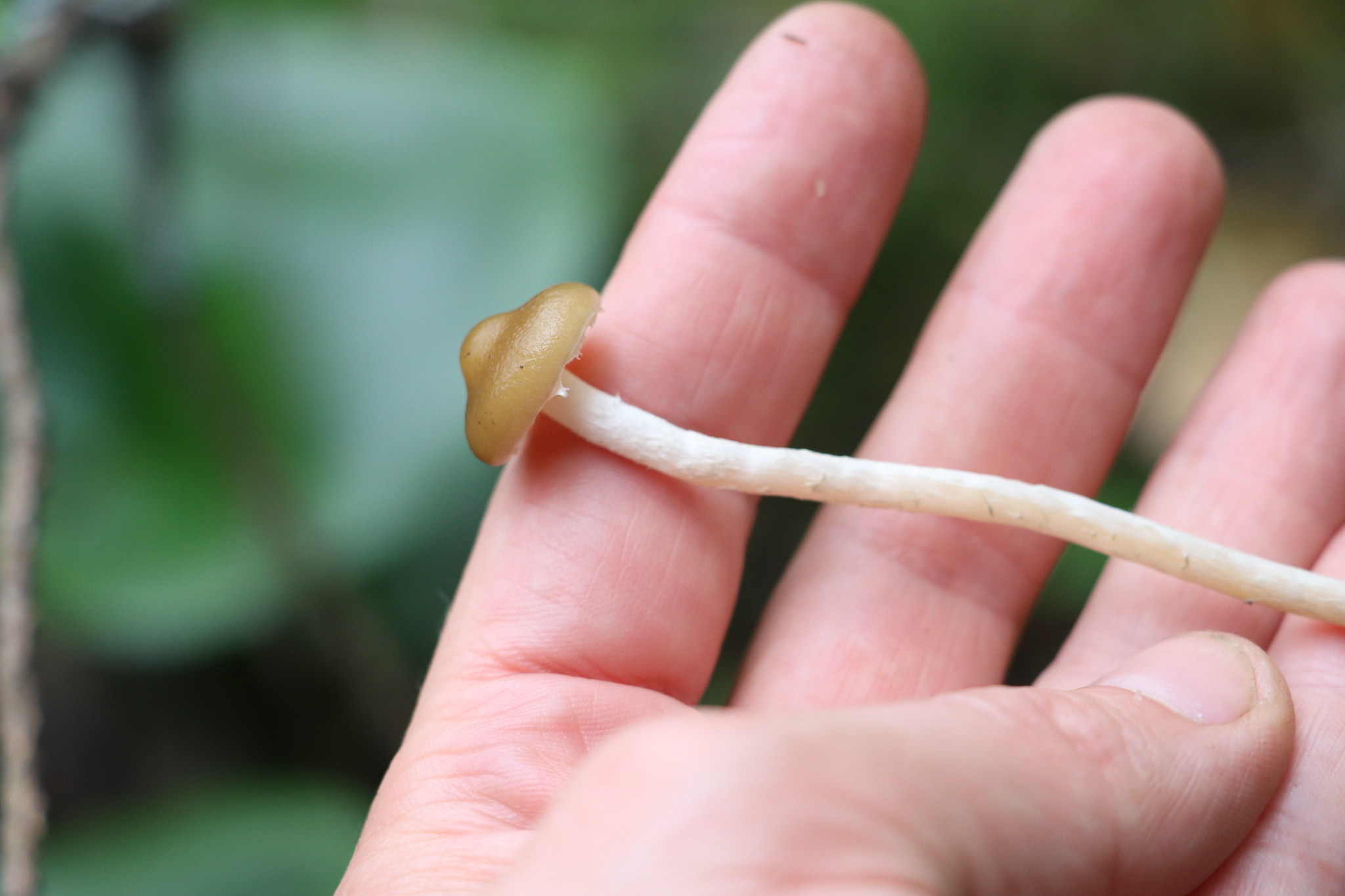

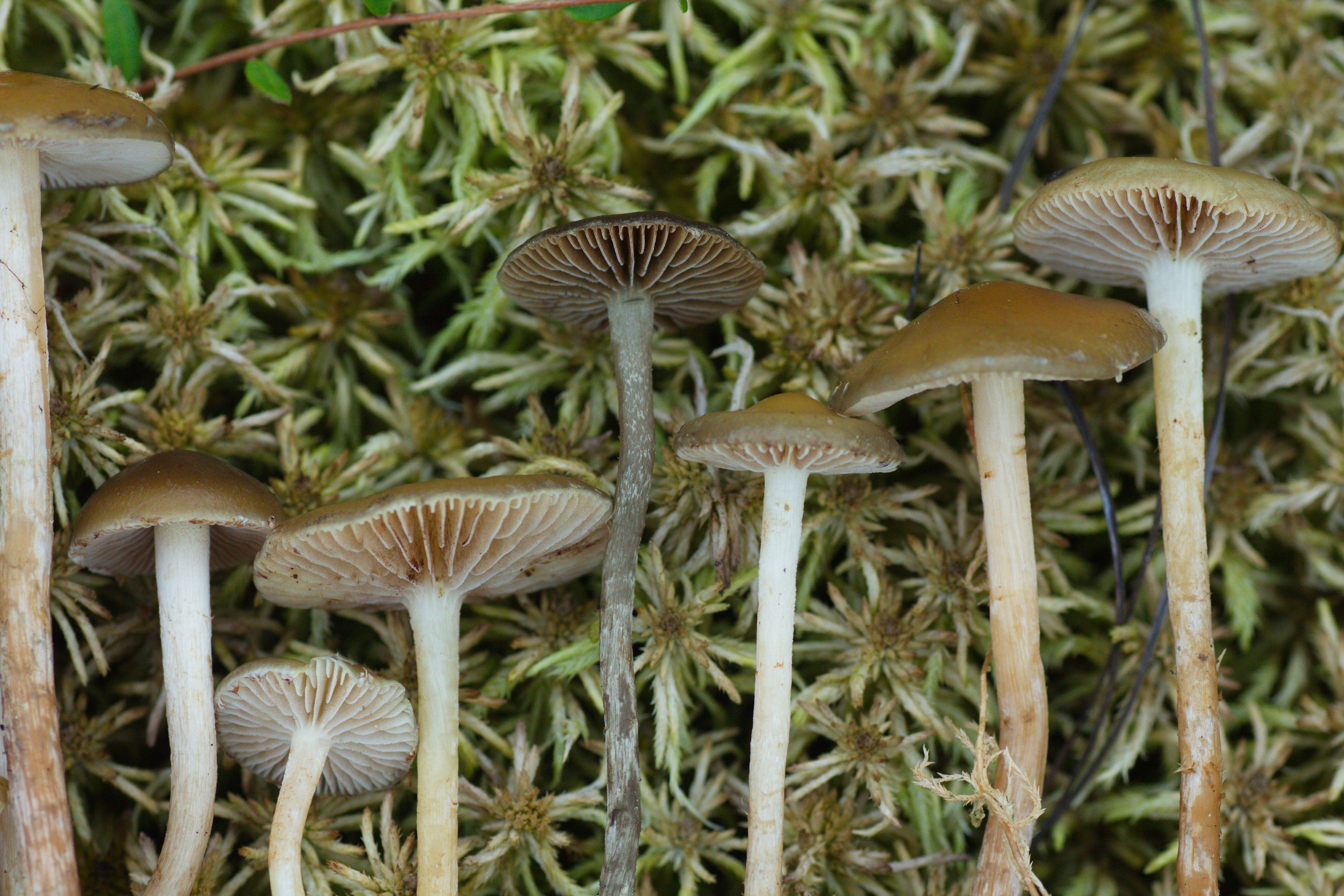

Łuskwiak oliwkowy (Hypholoma myosotis (Fr.) M. Lange) – gatunek grzybów z rodziny pierścieniakowatych (Strophariaceae).

## Systematyka i nazewnictwo
Pozycja w klasyfikacji według Index Fungorum: Hypholoma, Strophariaceae, Agaricales, Agaricomycetidae, Agaricomycetes, Agaricomycotina, Basidiomycota, Fungi.
Po raz pierwszy takson ten zdiagnozował w 1818 r. Elias Fries nadając mu nazwę Agaricus myosotis. Obecną, uznaną przez Index Fungorum nazwę nadał mu w 1955 r. Morten Lange.
Ma kilkanaście synonimów. Niektóre z nich:
- Hemipholiota myosotis (Fr.) Bon 1986
- Naematoloma myosotis (Fr.) A.H. Sm. 1950
- Phaeonematoloma myosotis (Fr.) Bon 1994
- Pholiota myosotis (Fr.) Singer 1951[2].

Polską nazwę łuskwiak oliwkowy zarekomendował Władysław Wojewoda w 2003 r. dla ówczesnej naukowej nazwy Pholiota myosotis. Jest niespójna z aktualną nazwą naukową.

## Morfologia
Kapelusz
Średnica 1–3 (4) cm, u młodych egzemplarzy wypukły, u dojrzałych płasko-wypukły z garbkiem, nieco higrofaniczny; w stanie wilgotnym prążkowany i lepki. Powierzchnia gładka, brązowa do czerwonawo – brązowej z oliwkowymi odcieniami. Na brzegu drobne pozostałości osłony.
Blaszki
Przyrośnięte, początkowo kremowe, potem brązowe do czerwonobrązowych. Ostrza białawe i ząbkowane.
Trzon
Wysokość 5–8 cm, grubość 0,2–0,4 cm, centralny, cylindryczny z nieco szersza podstawą, wewnątrz pusty. Powierzchnia brązowawa, ciemniejąca w kierunku podstawy, w górnej części z włóknistymi pozostałościami osłony.
Wysyp zarodników
Brązowo-czerwonawy.
Cechy mikroskopowe
Zarodniki jajowate do elipsoidalnych, gładkie, ochrowo – żółtawe, o wymiarach 13,6–18,4 × 7,9–10,6 μm, o pogrubionych ściankach z widocznymi pora rostkowymi. Podstawki cylindryczne, 28–35 × 10–13 μm, czterozarodnikowe, ze sprzążką bazalną. Cheilocystydy cylindryczne, faliste, 35–55 × 6–10 μm. Pleurocystydy w postaci chryzocystyd, wrzecionowate, nabrzmiałe, 30–50 × 8–17 μm.

## Występowanie i siedlisko
Występuje w Ameryce Północnej, Europie, Azji i Australii, podano także jedno stanowisko w Chile. W zestawieniu wielkoowocnikowych grzybów podstawkowych Polski W. Wojewoda w 2003 r. przytoczył 5 stanowisk w Polsce, inne podano także w latach późniejszych. Bardziej aktualne stanowiska podaje internetowy atlas grzybów Polski. Gatunek ten umieszczony w nim jest na liście gatunków zagrożonych, wartych objęcia ochroną. Na Czerwonej liście roślin i grzybów Polski ma status V – gatunek narażony, który zapewne w najbliższej przyszłości przesunie się do kategorii wymierających, jeśli nadal będą działać czynniki zagrożenia.
Grzyby naziemne, saprotrofy. Występują w lasach i na torfowiskach wydmowych, wśród mchów i opadłych liści. Często spotykany na torfowiskach w rejonie rowów melioracyjnych (na ich ścianach lub w sąsiedztwie). Rowy melioracyjne stanowią sprzyjające środowisko dla rozwoju tego gatunku.